# Джоя чорноголова
Джо́я чорноголова (Heterophasia desgodinsi) — вид горобцеподібних птахів родини Leiothrichidae. Мешкає в Південно-Східній Азії.

## Підвиди
Виділяють п'ять підвидів:
- H. d. desgodinsi (Oustalet, 1877) — північно-східна М'янма і південно-західний Китай (південно-східний Цинхай, південний Сичуань, північно-західний Юньнань);
- H. d. tonkinensis (Yen, 1934) — північний В'єтнам;
- H. d. engelbachi (Delacour, 1930) — південний Лаос (плато Боловен);
- H. d. kingi Eames, JC, 2002 — центральний В'єтнам (гора Нгоклінь в провінції Контум);
- H. d. robinsoni (Rothschild, 1921) — південний В'єтнам (плато Далат[en]).

## Поширення і екологія
Чорноголові джої мешкають в Китаї, М'янмі, Лаосі і В'єтнамі. Вони живуть у вологих гірських тропічних лісах. Зустрічаються на висоті від 800 до 2895 м над рівнем моря. Живляться комахами, ягодами і нектаром. Сезон розмноження в Китаї триває з квітня по серпень, у В'єтнамі з лютого по червень.